# アルフォンソ・オブレゴン
アルフォンソ・オブレゴン（Alfonso Andrés Obregón Cancino、1972年5月12日 - ）は、エクアドルの元サッカー選手。元エクアドル代表。ポジションはミッドフィールダー。

## 来歴
1995年にエクアドル代表デビュー。2002 FIFAワールドカップ・南米予選では14試合に出場、南米2位でエクアドル史上初となる2002 FIFAワールドカップ出場権を獲得した。ワールドカップでもグループステージ全3試合に出場した。2004年までに58試合に出場した。

## 代表歴

### 出場大会
- エクアドル代表
  - 2002 FIFAワールドカップ

### 試合数
- 国際Aマッチ 58試合 0得点（1995年-2004年）[1]

| エクアドル代表 | 国際Aマッチ | 国際Aマッチ |
| 年             | 出場        | 得点        |
| -------------- | ----------- | ----------- |
| 1995           | 1           | 0           |
| 1996           | 11          | 0           |
| 1997           | 0           | 0           |
| 1998           | 0           | 0           |
| 1999           | 0           | 0           |
| 2000           | 10          | 0           |
| 2001           | 11          | 0           |
| 2002           | 13          | 0           |
| 2003           | 7           | 0           |
| 2004           | 5           | 0           |
| 通算           | 58          | 0           |